# Timothy D. Snyder
Timothy David Snyder (Estats Units, 18 d'agost de 1969) és un escriptor, historiador i acadèmic estatunidenc especialitzat en història d'Europa Central i oriental, i en l'Holocaust. És Professor d'Història a la Universitat Yale i un col·laborador amb l'Institut de Ciències Humanes de Viena. Snyder és un membre del Council on Foreign Relations i del Comitè de Consciència del Museu Memorial de l'Holocaust al seu país.

## Obres destacades
- Nationalism, Marxism, and Modern Central Europe: A Biography of Kazimierz Kelles-Krauz (Harvard University Press, 1998). ISBN 978-0-19-084608-4
- Wall Around the West: State Power and Immigration Controls in Europe and North America (Rowman and Littlefield, 2000). Coeditat amb Peter Andreas. ISBN 978-0-7425-0178-2
- The Reconstruction of Nations: Poland, Ukraine, Lithuania, Belarus, 1569-1999 (Yale University Press, 2003) ISBN 978-0-300-09569-2
- Sketches from a Secret War: A Polish Artist's Mission to Liberate Soviet Ukraine (Yale University Press, 2005) ISBN 978-0-300-12599-3
- The Red Prince: The Secret Lives of a Habsburg Archduke (Basic Books, 2008) ISBN 978-0-465-01897-0
- Bloodlands: Europe Between Hitler and Stalin (Basic Books, 2010) ISBN 978-0-465-03147-4
- Thinking the Twentieth Century, amb Tony Judt. (Penguin, 2012) ISBN 978-0-14-312304-0
- Stalin and Europe: Imitation and Domination, 1928–1953 (Oxford University Press, 2014). Co-editat amb Ray Brandon. ISBN 978-0199945580
- Black Earth: The Holocaust as History and Warning (Penguin, 2015) ISBN 978-1-101-90347-6
- On Tyranny: Twenty Lessons from the Twentieth Century (Penguin, 2017) ISBN 978-0-8041-9011-4. Traduït al català per Núria Parés, Sobre la tirania. 20 lliçons que hem d'aprendre del segle XX (Destino 2017).
  - On Tyranny Graphic Edition: Twenty Lessons from the Twentieth Century, amb il·lustracions de Nora Krug (Ten Speed Graphic Press, 2021) ISBN 978-1-9848-5915-0
- The Road to Unfreedom: Russia, Europe, America (Penguin, 2018) ISBN 978-0-525-57447-7
- Our Malady: Lessons in Liberty from a Hospital Diary (Crown, 2020). Traduït al català per Maria Llopis i Freixas, La nostra malaltia. Lliçons de llibertat d'un diari d'hospital (Galàxia Gutemberg, 2020)
- On Freedom (Crown, 17.09.2024) ISBN  978-0593728727